# Duomo di Caorle
Il duomo di Caorle, già cattedrale della soppressa diocesi di Caorle fino al 1807, è un edificio a pianta basilicale costruito intorno all'anno 1038 a Caorle, cittadina sul Mare Adriatico della città metropolitana di Venezia. È dedicato a santo Stefano Protomartire.

## Storia
(Ferdinando Ughelli e Nicola Coleti, Italia Sacra sive de episcopis Italiae et insularum adjacentium (Tomo V), 1720, presso Sebastiano Coleti Venezia)
(Jacopo Filiasi, Memorie storiche de' Veneti primi e secondi, Tomo III, 1811)

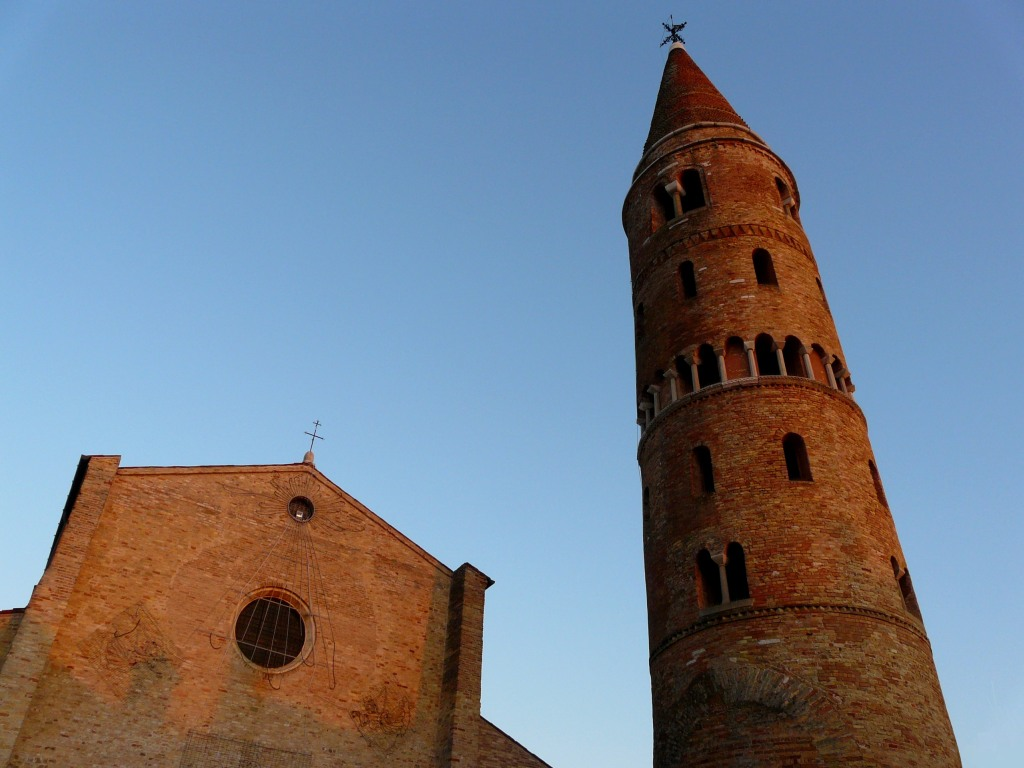
Parte alta della facciata e campanile

Il duomo di Caorle sorge dalle rovine di una preesistente basilica paleocristiana, come testimoniano i numerosi reperti rinvenuti e conservati sia all'interno che nel giardino della casa canonica (ex palazzo vescovile); tra essi si annoverano modanature floreali, capitelli e tronchi di colonna, altari e lapidi, che richiamano gli stili bizantino-ravennati già presenti nella cattedrale di Torcello e nella basilica di San Marco.

Secondo l'interpretazione storica più accreditata, sebbene non priva di dispute, l'erezione della sede episcopale risalirebbe al VI secolo. A testimonianza di ciò si cita una missiva di papa Gregorio Magno all'esarca ravennate Mariniano, datata 598. Narra infatti il Filiasi: «Ella [...] ebbe Vescovo prima di ogni altra isola veneziana dal Pontefice S. Gregorio verso il 598». Essendo l'attuale edificio datato, secondo tutte le fonti storiche, 1038, chiaramente doveva esistere una cattedrale preesistente per la residenza del vescovo. Ed in effetti il perimetro di detta basilica fu rinvenuto durante i restauri che interessarono il complesso negli anni cinquanta.
Non esistendo notizie certe della data di consacrazione della cattedrale, il vescovo Pietro Martire Rusca, al termine di imponenti lavori di restauro, riconsacrò l'edificio il 30 agosto 1665, come recita la lapide, un tempo affissa all'esterno, che ora si trova sulla parete della navata sinistra del duomo:
Secondo l'uso romano di scrivere le date, la data di consacrazione del duomo da parte del vescovo Rusca è il 1665, tre giorni prima delle calende di settembre, vale a dire il 30 agosto (data in cui tuttora la comunità parrocchiale ricorda la Dedicazione del duomo). Il vescovo pose anche dodici croci in terra cotta a memoria del solenne rito, cui presero parte musici provenienti da Venezia.
Ulteriori e diverse sono le testimonianze che i vescovi hanno lasciato nella cattedrale e in diverse altre chiese di Caorle: dai diversi stemmi, dipinti o scolpiti in cattedrale, a ricordo di particolari eventi, alle tombe che alcuni vescovi hanno voluto in cattedrale, ai numerosi arredi sacri conservati nel museo parrocchiale (ricavato nella ex cappella vescovile). L'ultimo vescovo di Caorle, Giuseppe Maria Peruzzi, fu traslato a Chioggia l'11 gennaio 1809, a seguito della soppressione della diocesi da parte del governo napoleonico, che fu in seguito ratificata il 1º maggio 1818 da papa Pio VII con la bolla De salute Dominici gregis, e il territorio fu annesso al patriarcato di Venezia. Caorle, tuttavia, continua ad essere sede vescovile titolare; attualmente l'arcivescovo di Caorle è il Nunzio apostolico in Ungheria, monsignor Juliusz Janusz

## Architettura

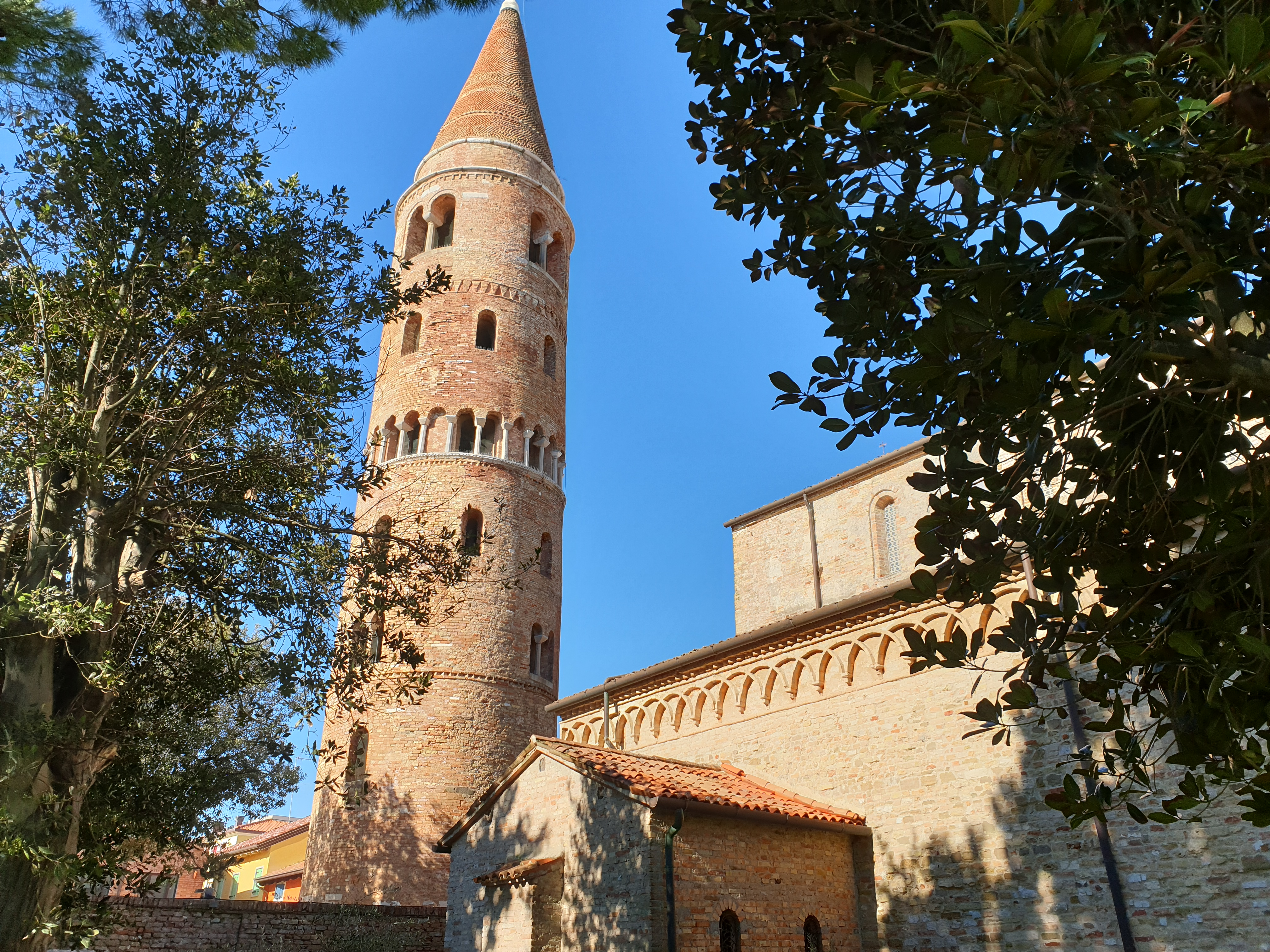
Campanile e lato esposto a sud del Duomo ripresi dai giardini dell'ex palazzo vescovile

### La cattedrale
La struttura architettonica del duomo è a pianta basilicale a tre navate. La chiesa è costruita lungo la congiungente ovest - est, con l'entrata sul lato ovest, come era tradizione nella costruzione degli edifici sacri cristiani, in modo che sacerdoti e fedeli, durante la liturgia, guardassero tutti verso oriente.

#### L'antica chiesa delle Grazie
Davanti alla cattedrale sorgeva una chiesa, pure a pianta basilicale a tre navate, deditata alla Madonna delle Grazie. La chiesa era orientata lungo la congiungente nord - sud, con l'entrata sul lato nord. Internamente le navate erano sparate da due file ciascuna di tre pilastri in marmo di Carrara. Vi era custodito un altare dedicato alla Madonna della neve e, tra i pezzi d'arte più importanti, si ricorda una pala attribuita al Tintoretto raffigurante San Niccolò vescovo e il fonte battesimale in pietra risalente al 1500. Tuttavia, all'inizio dell'ottocento versava in condizioni precarie e fu decisa la sua demolizione; il Battistero fu trasferito nella cattedrale (ove si trova tuttora) mentre la pala del Tintoretto fu consegnata ad uno dei fabbriceri del duomo, tale Angelo Rossetti.
La chiesa delle Grazie era collegata alla facciata del duomo da un atrio, già demolito all'inizio del XIX secolo, mentre l'abside centrale entrava nella struttura del campanile. A testimonianza di ciò, sulla parte nord del campanile si può osservare una struttura ad arco, riempita con mattoni in cotto, ad interrompere l'originaria struttura in pietra d'Istria che costituisce il basamento della torre. Secondo il Bottani la struttura della chiesa delle Grazie era la stessa dell'odierna cattedrale, tanto da ipotizzare che possa esserne servita da modello nella ricostruzione dell'antica basilica paleocristiana. Con i restauri che hanno interessato piazza Vescovado nel 1999 (in occasione del giubileo), è stato riportato alla luce il perimetro di quest'antica chiesa, poi ricoperto con pietre bianche.

#### Esterno

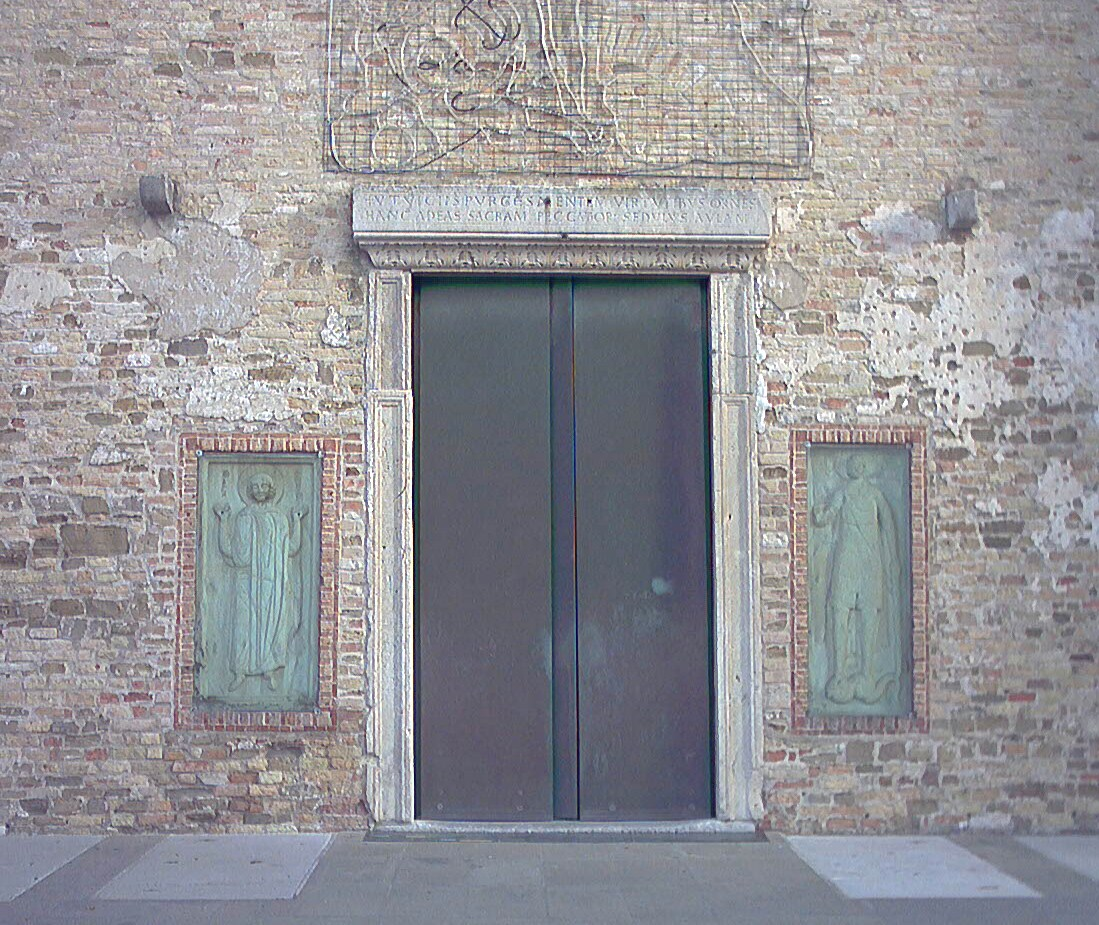
L'ingresso principale della cattedrale

Esternamente la facciata, esposta ad ovest, si presenta semplice e austera, seguendo uno stile prevalentemente romanico: le navate laterali sono divise da quella centrale da due robusti contrafforti. In corrispondenza della navata centrale, sotto il timpano, si aprono in asse due rosoni, il più grande al centro della parte superiore, e due altri rosoni sono ricavati nella parte superiore di ciascuna navata laterale, sotto il tetto spiovente. Nel registro inferiore sono situate le tre porte d'ingresso, sormontate tutte da architravi marmoree. Quello del portone centrale reca la seguente iscrizione in latino:
Ai piedi del portone centrale è invece riportata l'iscrizione
ossia il testamento spirituale di un vescovo di nome Buono. Secondo il Musolino, due vescovi di Caorle ebbero nome Buono, il primo associato a un documento del 1074 mentre il secondo attestato in un altro documento del 1262; secondo Gusso e Gandolfo, l'epitaffio sarebbe riferito al più antico dei due.

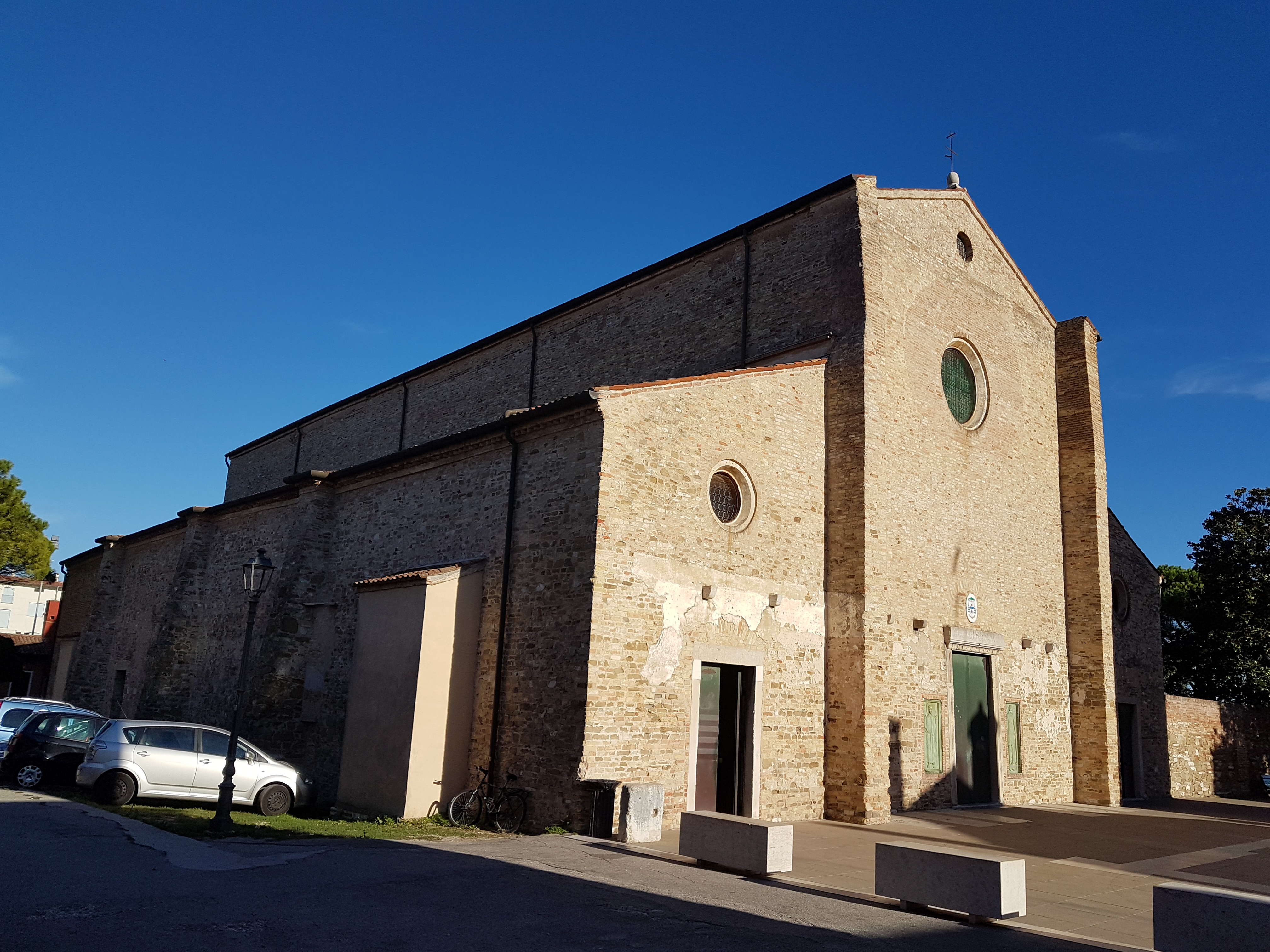
Duomo di Caorle, lato esposto a nord

Ai lati del portone principale stanno due bassorilievi bizantini con iscrizioni in greco. Secondo un recente studio i due bassorilievi sarebbero stati trasportati a Caorle in seguito alla Quarta crociata nel 1204 e rappresenterebbero sant'Agatonico, martire della Bitinia vissuto nel IV secolo, e San Giorgio, in luogo dell'interpretazione tradizionale che vedrebbe nel secondo santo la figura di San Guglielmo di Tolosa, a motivo dell'iscrizione in greco che un tempo vi si leggeva, interpretata come «GEOELMEON». Altri studi recenti, propendono invece per l'identificazione con San Teodoro di Amasea. In ogni caso entrambi i bassorilievi rappresentano un importante collegamento con la cultura orientale e non escludono (anzi, rafforzano) l'ipotesi che con queste opere possano essere arrivate da Costantinopoli anche reliquie preziose, quali il cranio e parti della mano di Santo Stefano protomartire e un braccio di Santa Margherita di Antiochia.
Incastonate al muro esterno della facciata, all'altezza dell'architrave centrale, si trovano otto mensole in pietra d'Istria, che un tempo sorreggevano il porticato esterno tra il duomo e la chiesa delle Grazie. Infine, sotto il portone d'ingresso si trovano cinque tombe appartenute ad altrettanti nobili famiglie caprulane, tra le quali le famiglie Gallo, Rossi e Pacchiaffo. In una sesta urna sono state riposte nel 1999 le ossa rinvenute durante i restauri effettuati in occasione del giubileo, probabilmente provenienti dal cimitero, un tempo posto di fronte a sud della piazza, davanti al campanile.
La parte esterna della navata destra è decorata, nella parte superiore, da una serie di archetti intrecciati, mentre la navata sinistra è sorretta da quattro contrafforti. Sul retro, l'abside centrale sporge verso l'esterno in una struttura cilindrica decorata con sei grandi archi a doppia ghiera, tre dei quali ospitano ciascuno una finestra a monofora, la centrale più grande delle due laterali. In corrispondenza della parete sud della navata centrale si aprono altre sette monofore più strette, mentre due monofore si trovano sia sulla parete nord della navata laterale sinistra che sulla parete sud di quella destra. Il timpano della navata centrale culmina, sia in corrispondenza della facciata che in corrispondenza dell'innesto dell'abside, con una croce in ferro battuto sostenuta da un'ogiva in pietra.
L'altezza complessiva dell'edificio, ossia dal suolo alla sommità della navata centrale, è di 13,66 metri, mentre dal pavimento alla sommità delle navate laterali l'altezza è di 6,66 metri. La lunghezza della navata centrale, dal portone d'ingresso all'abside centrale, è di 40,36 metri. Infine la larghezza complessiva (dalla parete esposta a nord della navata laterale sinistra a quella esposta a sud della navata laterale destra) è di 20,66 metri.

#### Interno

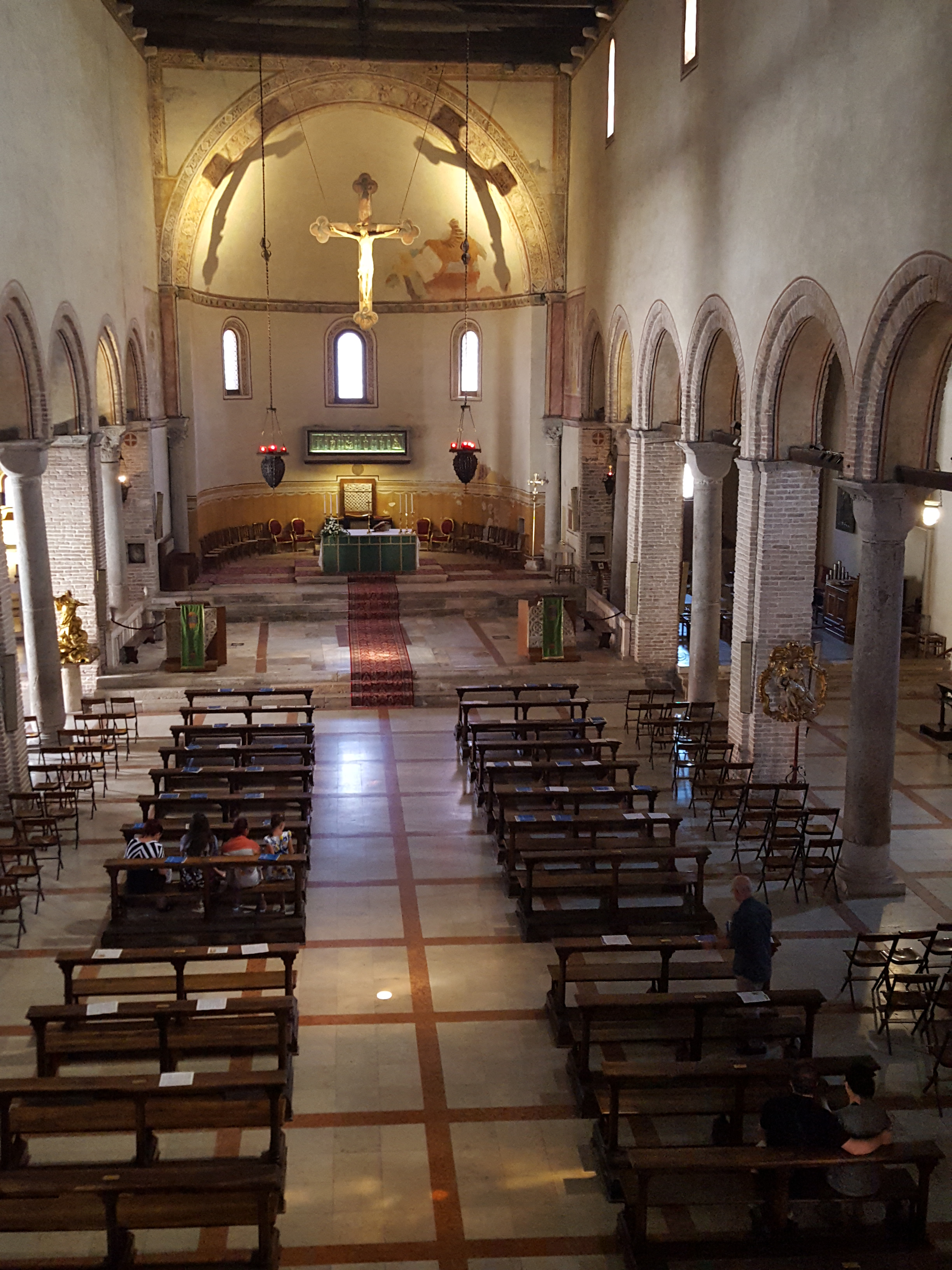
Interno della cattedrale visto dall'alto della navata centrale

All'interno del duomo si riconosce la fusione degli stili architettonici romanico e bizantino-ravennate. Le tre navate sono separate dalle due centrali da due file ciascuna costituita di 6 colonne alternate a 6 pilastri. Le colonne, realizzate in marmo, presentano capitelli corinzi o di forma cubica con spigoli smussati, elemento questo molto frequente nelle chiese in stile bizantino come ad esempio la Basilica di San Marco a Venezia. I capitelli sono tutti sormontati da pulvini in cui ancora oggi si riconoscono alcuni importanti resti di niellatura. Allo stesso modo, i pilastri si presentano a pianta quadrata a forma di croce, e realizzati in mattoni di terra cotta. Parimenti alle colonne, sono sormontati da cimase ugualmente niellate. Le file di colonne e pilastri sostengono ciascuna dieci archi a tutto sesto, a doppia ghiera dal lato esposto verso la navata centrale e a ghiera singola in quelli esposti verso le navate laterali. Il numero delle colonne ammonta in totale a dodici, chiaro riferimento al numero degli Apostoli. A questo proposito si noterà che, affinché anche il numero totale dei pilastri salga a dodici, le parti di parete dell'abside centrale ove posano gli ultimi due archi sono decorate con mattoni in cotto, in modo da dare l'impressione dei pilastri e portare così il loro numero a dodici.

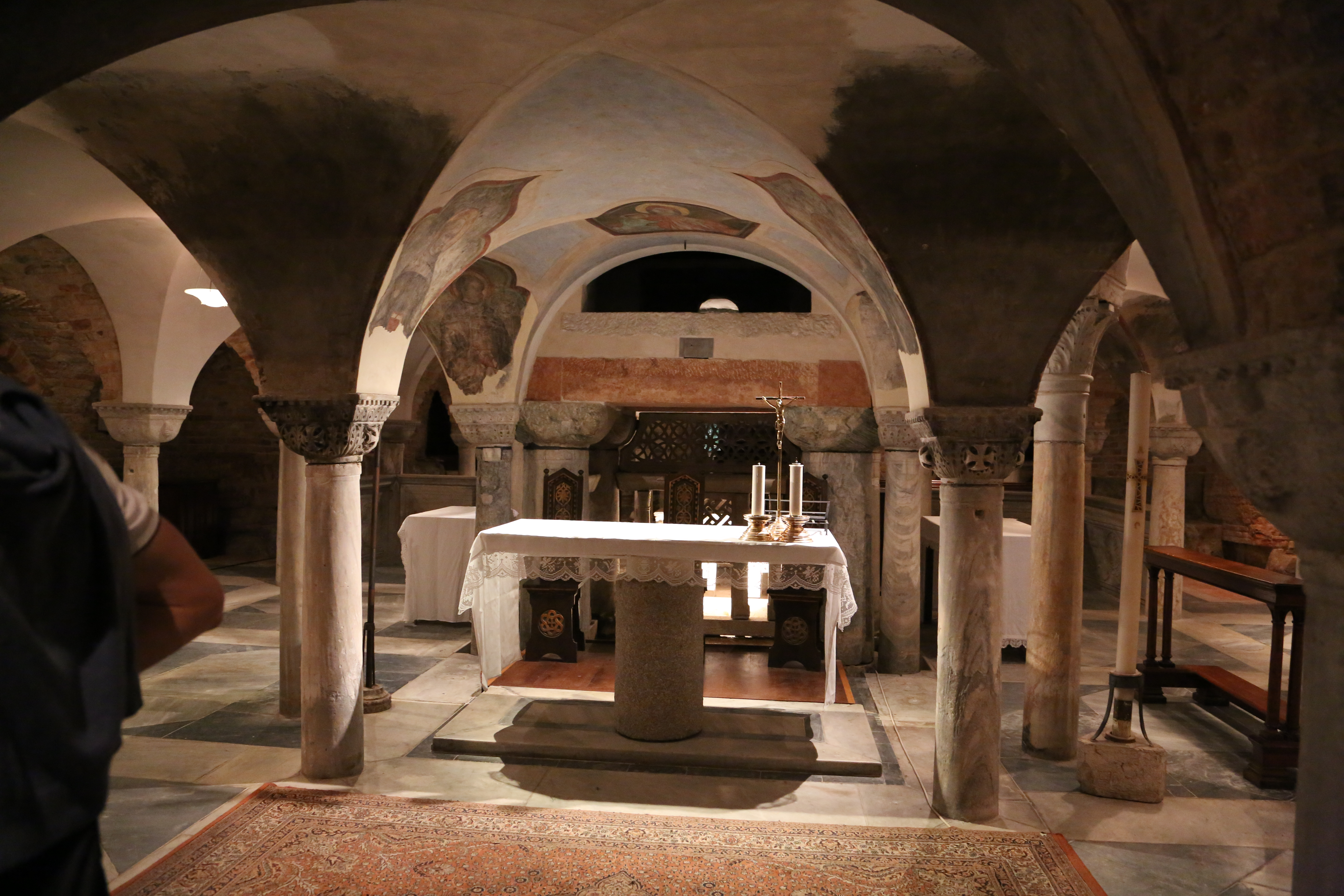
Altare della cripta della Basilica di San Marco a Venezia (in particolare si possono notare i capitelli delle colonne a sinistra, cubici con gli spigoli smussati)

Il soffitto si presenta a capriate lignee, sorrette da mensole in pietra d'Istria che sporgono dalle pareti. In corrispondenza della navata centrale le capriate sono intere, mentre le navate laterali sono coperti da semi capriate. Poco sopra il portone d'ingresso, si legge su uno degli assi orizzontali delle capriate della navata centrale, l'iscrizione
che ricorda il restauro del soffitto completato l'8 gennaio 1563, sotto il governo del vescovo Egidio Falcetta.
Tutte e tre le navate terminano con un presbiterio, rialzato di tre gradini rispetto al piano della chiesa, e con un'abside; di queste soltanto la centrale sporge all'esterno della struttura, mentre quelle delle navate laterali sono contenute nella muratura. I presbiteri delle navate laterali sono separati da quello della navata centrale con due balaustre in pietra risalenti al seicento, un tempo chiuse a separare il presbiterio centrale dal resto della navata. In origine la balaustra era sostituita da un'iconostasi, di cui le balaustre marmoree sono conservate tutt'oggi in Duomo e nell'annesso museo parrocchiale. Sei tavole delle quindici tavole originali, dipinte agli inizi del Trecento da artista prossimo a Paolo Veneziano, sono pure conservate nel museo del Duomo. Alcuni documenti dell'Archivio Patriarcale di Venezia recentemente pubblicati provano che le icone erano originariamente quindici, con il Cristo affiancato dagli apostoli, Santo Stefano e San Michele. In corrispondenza di ciascuna delle due absidicole laterali si apre una finestra a monofora, mentre tre sono quelle che si aprono in corrispondenza dell'abside centrale, la quale, ospitando l'altare maggiore della chiesa, risulta rialzata di ulteriori tre gradini rispetto ai presbiteri delle navate laterali ed è introdotta da un arco trionfale sorretto da colonne corinzie. Il catino è separato dal tamburo con un fregio marmoreo di stile orientaleggiante L'altare maggiore è rialzato di un ulteriore gradino, portando così a sette i gradini che separano l'altare maggiore rispetto al pavimento della navata.
Vicino alle entrate delle navate laterali si aprono due cappelle; la cappella di destra, dedicata a Sant'Andrea, è più grande di quella di sinistra, dedicata a San Rocco. In prossimità dei presbiteri delle navate laterali, sulle pareti perimetrali si aprono due porte: quella della navata di destra conduce verso la sacrestia ed la casa canonica, ex palazzo vescovile; quella della navata di sinistra conduce verso l'esterno.
Lungo le navate laterali e sotto le absidicole erano custoditi sette altari laterali:
- l'altare dell'Assunta, sotto l'absidicola della navata sinistra, smontato negli anni settanta e trasportato quale altare maggiore nel Santuario della Madonna dell'Angelo;
- l'altare di Sant'Andrea, sotto l'absidicola della navata destra, oggi collocato nella cappella laterale che si apre nella navata laterale destra;
- gli altari della Madonna del Carmine e della Madonna del Rosario, presso la navata laterale sinistra;
- gli altari di Sant'Antonio di Padova, Sant'Antonio abate e dello Spirito Santo, presso la navata laterale destra.

Alcuni di questi altari furono venduti negli anni venti alla Basilica dell'Assunzione della Vergine del Monte Santo, un tempo in territorio italiano, oggi in territorio sloveno, per far fronte ai gravosi restauri della cattedrale per i danni subiti nel primo dopoguerra.

### Il Campanile

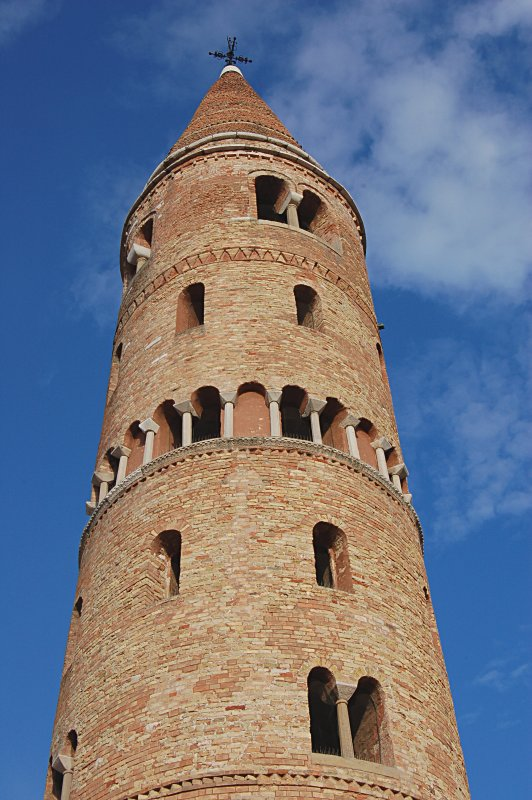
Il caratteristico campanile del Duomo di Caorle

Staccato dalla Cattedrale, si staglia il sontuoso e caratteristico campanile, risalente anch'esso all'XI secolo. La forma cilindrica (che richiama gli influssi ravennati, riconoscibili ad esempio nel campanile di Sant'Apollinare in Classe a Ravenna e nell'antico campanile di Tessèra), sormontata da cuspide conica, lo rende unico al mondo per struttura architettonica ed età storica. Come testimonia lo storico Filiasi, la struttura del campanile è probabilmente sorta sopra il basamento di uno dei torrioni delle mura difensive della città, che arrivavano fino al complesso della cattedrale. Testimonianza di ciò è il basamento in pietra d'Istria, che si può ancor oggi ammirare, interrotto soltanto in corrispondenza del lato esposto a nord, ove si addossava la chiesa delle Grazie. Nato probabilmente come torre di avvistamento, data anche la sua posizione privilegiata rispetto al mare, è alto 42 metri e l'alternarsi armonioso di bifore, monofore e colonnine lo rende uno splendido esempio di stile gotico. In particolare, la canna cilindrica, alta 28 metri, è suddivisa in sette piani, con un raggio medio di circa 3,3 metri. La cuspide, sorretta da un dado cilindrico alto 1,5 metri e di raggio 2,8 metri, è alta 10 metri ed è sormontata da una croce in ferro con bandierina segna-vento, alta circa 2,5 metri.
La loggia campanaria, in alto, consta di 4 bifore ed è separata esternamente dal resto del tronco da una modanatura a triangoli rovesciati; la sezione sottostante è costituita da otto monofore. Quindi la sezione centrale, costituita da bifore e monofore cieche, costituisce una seconda loggia, architettonicamente la più importante dell'intero complesso. Procedendo verso il basso, i registri si ripetono a specchio; prima altre otto monofore e, nella zona più bassa, quattro bifore. In corrispondenza del secondo registro si trovava un orologio, che anticamente scandiva il tempo per i pochi abitanti della cittadina veneziana; esso fu asportato durante i restauri all'inizio del XX secolo. Internamente i registri sono ora divisi tramite solai in calcestruzzo armato (ad eccezione del secondo, tuttora in legno), realizzati nel quadro di recenti lavori di consolidamento e collegati da scale in legno; nell'ultimo registro si trovano tre campane in bronzo.
Il campanile è una torre pendente: è infatti inclinato di circa 1,4º in direzione Est-Sud-Est (circa 1/3 dell'inclinazione di quello di Pisa), pari a 32,5 cm.
All'altezza della loggia si gode di un panorama completo sulla città. Di fronte al Duomo si vede il Centro Civico, costruito durante il ventennio fascista come Casa del Fascio; dietro sorgeva la Cancelleria ed a sinistra, dove oggi si vede un edificio di colore rosso, sorgeva il Palazzo pretorio. Sull'altro lato si vede il giardino e la canonica che fu sede episcopale fino al 1807, quando venne annessa al Patriarcato di Venezia. Dalla piazza si accede alla Calle Lunga, la via principale della città. Caorle era chiusa da una cinta di mura e percorsa da molti canali, interrati in seguito al prosciugamento ed alla bonifica delle lagune che la circondavano. Dal piano sottostante alla cella campanaria si può vedere il Santuario dedicato alla Madonna dell'Angelo a cui Caorle è particolarmente devota.

## Arte
Preziose e numerose sono le opere d'arte conservate nel duomo, tra dipinti, sculture e i resti lapidei provenienti dall'antica basilica sopra cui l'odierno edificio fu edificato.

### Navata centrale

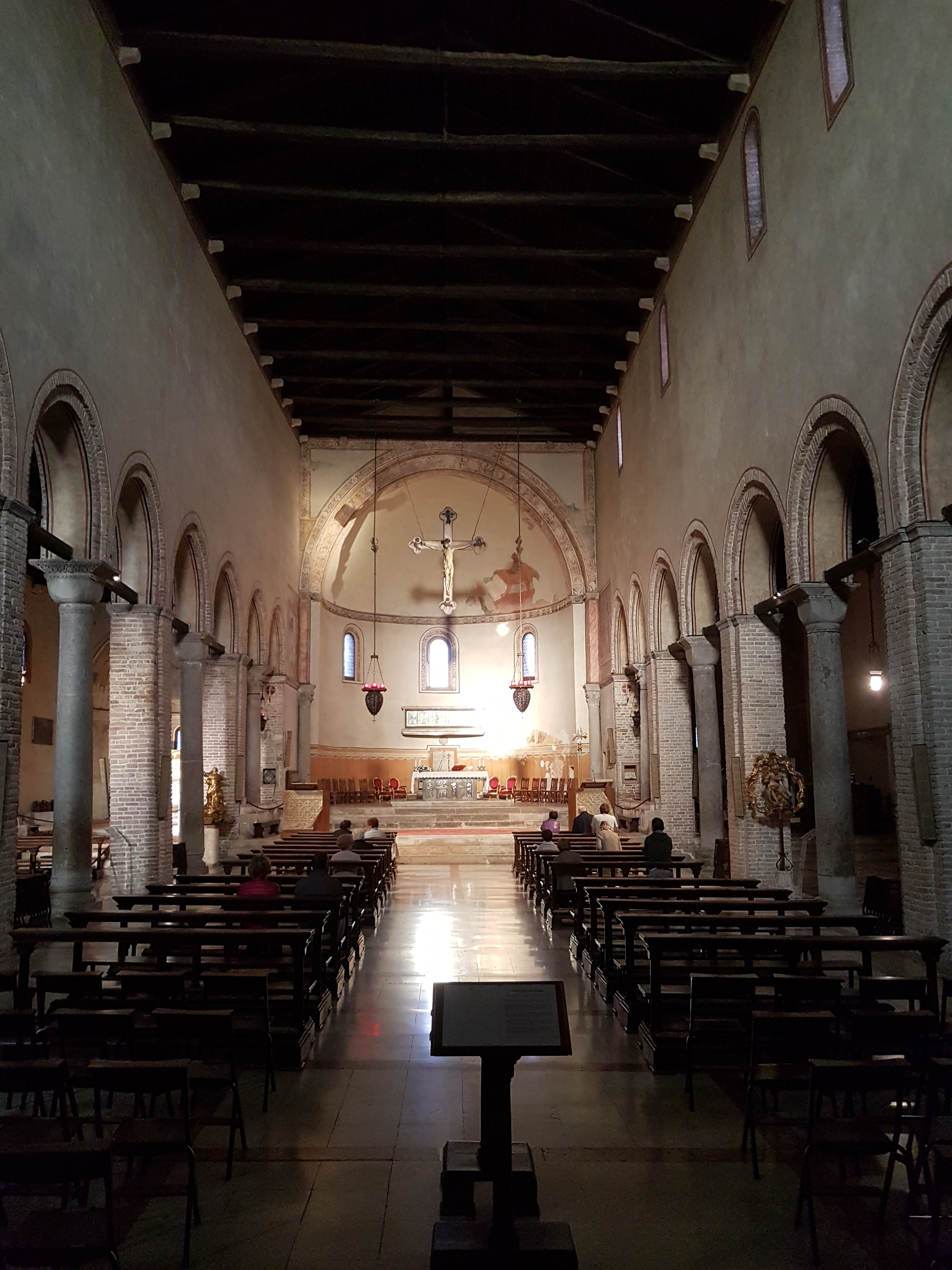
La navata centrale del Duomo di Caorle

Sopra il portone principale, a corredo della struttura che sorregge le canne dell'organo, si trova la statua di Santo Stefano Protomartire, patrono della chiesa e della diocesi. La statua faceva parte dell'altare maggiore barocco, che comprendeva, oltre a quella di Santo Stefano, le statue di Santa Margherita e San Gilberto, ora trasferite nel Santuario della Madonna dell'Angelo.
Ai lati del rosone maggiore sono affrescati alla parete due stemmi risalenti al XVII secolo: a destra spicca quello della città di Caorle, recante l'Arcangelo San Michele vigilante sulla rocca e la scritta «COMMVNITAS CAPRVLARVM», mentre a sinistra i resti dello stemma del podestà Costantino Zorzi, come si può intuire dai resti di iscrizione oggi rimasti:
A destra del portone d'ingresso si trova invece il grande affresco raffigurante San Cristoforo datato XV secolo; il Santo è rappresentato nell'atto di guadare un corso d'acqua, con un bastone nella mano destra e il Bambino Gesù sulla spalla sinistra, mentre quest'ultimo lo sorregge afferrandone una ciocca di capelli con la mano destra e sorregge il globo con la mano sinistra. Alla sinistra del portone è appesa una tela che raffigura il martirio di San Sebastiano, opera del 1929 del pittore Teodoro Gianniotti.
Addossato ad uno dei pilastri che dividono la navata centrale dalla navata destra è collocato il busto marmoreo di papa Giovanni XXIII, dono dei fratelli Guido e Giampaolo Gusso, già aiutanti del papa, a memoria del profondo legame tra Caorle e le sue devozioni e il papa buono, opera dello scultore Guarino Roscioli. Il sostegno del busto reca la seguente iscrizione:
DONATO ALLA PARROCCHIA DI CAORLE
DA GUIDO E GIAMPAOLO GUSSO
FAMILIARI DI GIOVANNI XXIII
QUESTA IMMAGINE SEGNO
DI SPERANZA E DI AMORE.
RICORDO DI LUMINOSO PONTIFICATO.
MEMORI E GRATI OFFRONO
E RACCOMANDANO AI CITTADINI DI CAORLE»
Sempre sotto le arcate che separano la navata centrale da quella destra si trova un'insegna processionale in legno dorato, datata XVIII secolo, raffigurante il Cristo morto e deposto dalla croce sulle ginocchia di un Angelo (simbolo di Caorle), con ai piedi altre teste di angeli. Sotto le arcate che invece separano la navata centrale da quella sinistra si trova la statua in legno dorato raffigurante la Madonna Assunta tra Angeli, anch'essa datata XVIII secolo e proveniente dall'antico oratorio dell'Assunta che un tempo sorgeva in piazza Vescovado, demolito nell'ottocento.
Sotto al pavimento del presbiterio centrale si trova la tomba del vescovo Giovanni Vincenzo de Filippi (1718-1738), recante il seguente epitaffio:
Sulla parete laterale sinistra del presbiterio centrale si trova affrescato lo stemma del vescovo Giuseppe Maria Piccini (1645-1648), entro una struttura arricchita con pinnacoli in cui si scorgono le figure di due santi, San Rocco ed un altro santo di incerta attribuzione. Sulla parete laterale destra, invece, in mezzo ad una struttura formata da archi sorretti da colonne che idealmente continua le arcate della chiesa, si può osservare un polittico affrescato datato XIV secolo recante le figure di un santo vescovo (di incerta attribuzione), di San Giovanni evangelista, della Madonna del latte e della Maddalena. Sotto, all'altezza dell'altare maggiore, si osservano su sfondo rosso alcuni graffiti di epoca medioevale, che principiano con la data 1387, anno in cui, secondo il Gatari, la città di Caorle venne espugnata dall'arcidiacono Simone de' Gavardi e data alle fiamme. Per una più completa interpretazione si rimanda al libro Caorle Sacra.

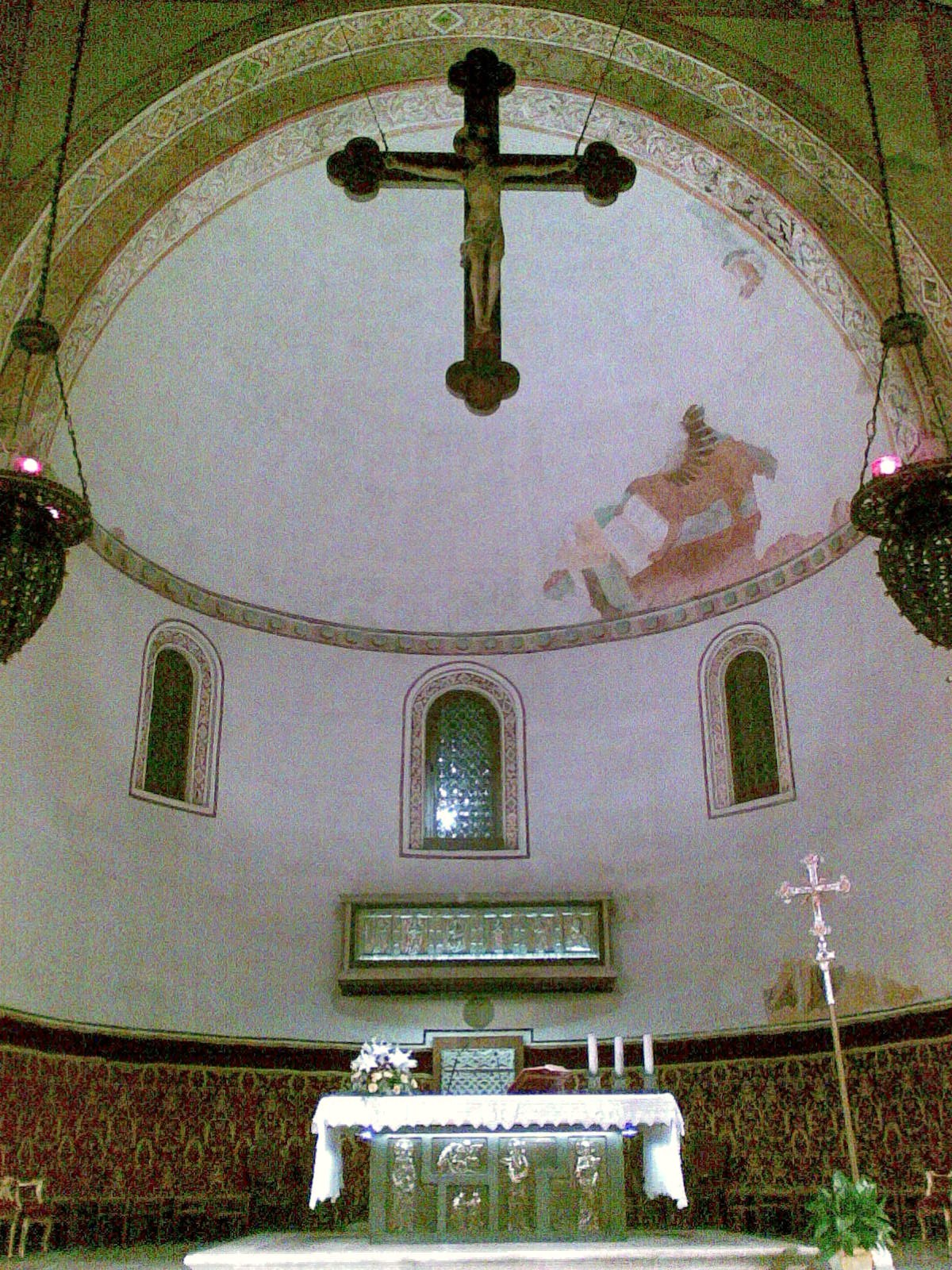
L'abside centrale e l'altare maggiore. Sullo sfondo la Pala d'oro

L'abside è dominata dall'imponente Crocifisso ligneo quattrocentesco, un tempo posto sopra l'iconostasi ed ora sospeso tramite funi appese alle travi del soffitto. Il crocifisso è compreso fra due lampade votive moderne realizzate in stile bizantino. Sotto al crocifisso giace l'altare maggiore, consacrato nel 1975 dal patriarca di Venezia cardinale Albino Luciani, in sostituzione del vecchio altare. Sul paliotto frontale sono rappresentati, a bassorilievo su lamina di bronzo, i Santi patroni della città (Santo Stefano, Santa Margherita e San Gilberto), insieme alle scene bibliche del Sacrificio di Isacco e della Visitazione. Ai lati sono riportate le figure dei santi Pio X e Giovanni XXIII, insieme alle scene bibliche dell'Arcangelo Raffaele soccorrente e del Sacrificio di Abele. Sul retro, infine, vi è infissa una croce greca in ottone decorata con pietre preziose.
Installata in fondo all'abside vi è la Pala d'oro, una pala di argento dorato sbalzato e cesellato, comprendente 6 formelle. Le due più esterne rappresentano le figure dell'Arcangelo Gabriele e della Vergine orante, che insieme completano la scena dell'Annunciazione, e sono datate XIII secolo. Le altre quattro, secondo l'interpretazione che si trova negli atti della visita pastorale del vescovo Domenico Minio, rappresentano nell'ordine San Daniele profeta, il Cristo pantocratore, Santo Stefano protomartire e San Giovanni Battista. Queste figure, tutte di incerta attribuzione (eccetto la figura del Cristo in trono) sono fatte risalire al XIV secolo. La pala è dono della Regina di Cipro, Caterina Cornaro, che, naufragata nella zona di Caorle attorno nel 1489 e salvata da alcuni pescatori, volle ringraziare la comunità cittadina con il prezioso arredo. Il catino absidale era un tempo ricoperto da un grande affresco cinquecentesco, rappresentante Cristo Pantocratore, San Marco ed altri santi, insieme alla scena del salvataggio della regina Cornaro. Oggi, tuttavia, rimangono visibili solo alcuni frammenti di tali affreschi (come il frammento di vangelo del leone di San Marco), in quanto cancellati poco dopo (attorno al 1600) per la sconcezza delle espressioni e l'inadeguatezza dell'opera.

Infine, in una nicchia ricavata in corrispondenza dell'ultimo pilastro della fila di sinistra, è posto un vaso in pietra con il frammento di iscrizione greca «ωΝυΔΑτωΝ», tradotto dal vescovo Giovanni Vincenzo de Filippi come aquarum. Secondo antica tradizione, questo oggetto d'arte sacra sarebbe una delle giare di pietra utilizzate da Nostro Signore per trasformare l'acqua in vino alle Nozze di Cana, come si legge in Italia Sacra di Ughelli-Coleti:
(Ferdinando Ughelli e Nicola Coleti, Italia Sacra sive de episcopis Italiae et insularum adjacetium (Tomo V), 1720, presso Sebastiano Coleti (Venezia))

### Navata sinistra

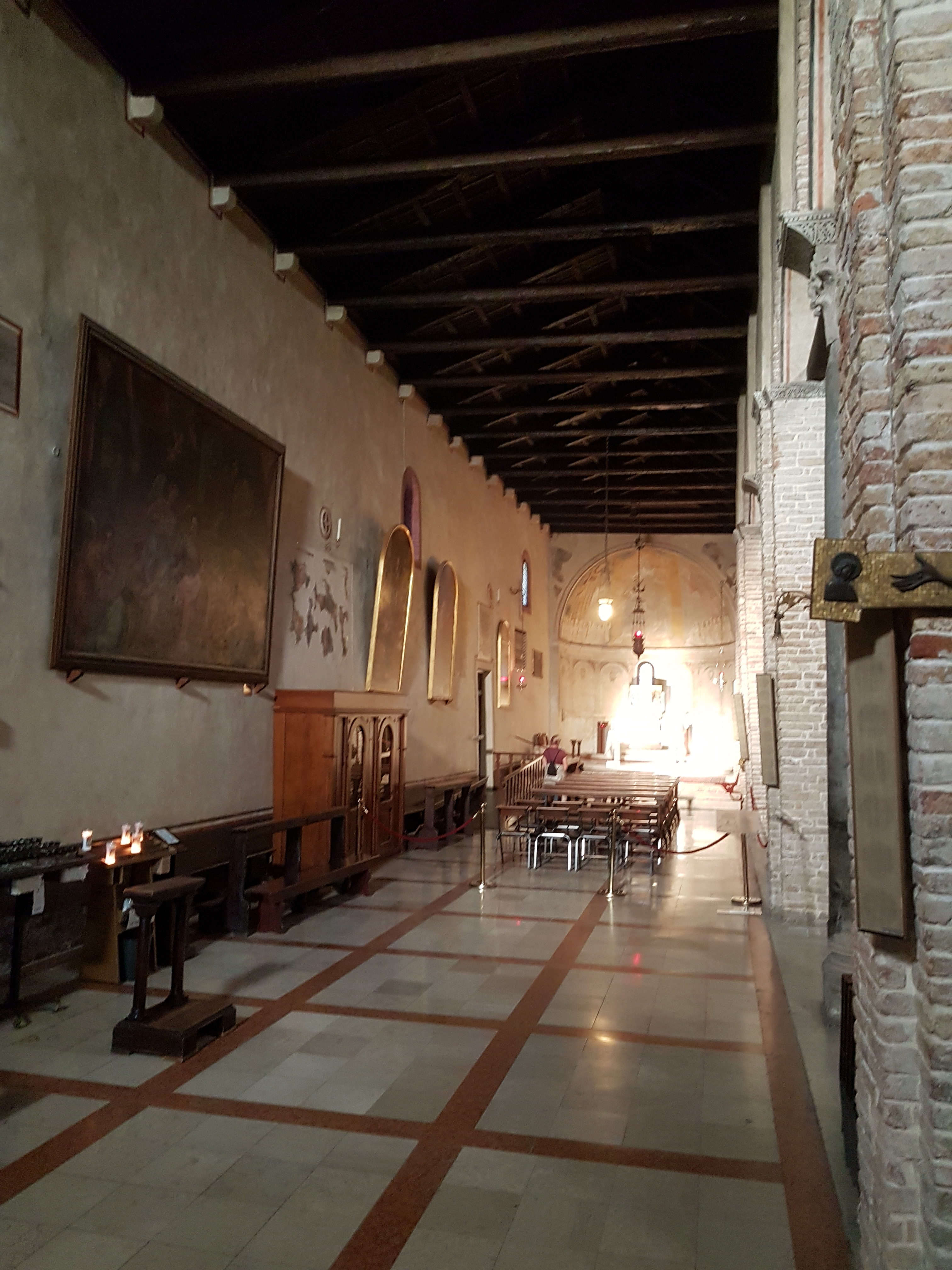
Scorcio della navata sinistra

In prossimità della porta d'ingresso della navata sinistra si apre la cappella laterale di San Rocco, contenente un altare con la statua del santo, una scultura in legno risalente al XVIII secolo un tempo facente parte dell'omonimo oratorio che sorgeva adiacente al muro perimetrale del palazzo vescovile, dove, dopo i restauri del 1999, è stato realizzato un piccolo chiostro aperto al pubblico. La statua raffigura il santo con il bastone del pellegrino nella mano sinistra, mentre con la destra, come da iconografia tradizionale, indica la piaga della peste riportata sulla gamba sinistra. Ai suoi piedi il cane con in bocca il tozzo di pane, spesso associato alla raffigurazione del santo, il quale indossa il mantello del pellegrino e riporta sul bracciale destro un emblema con incise le lettere S ed R intrecciate. La nicchia e la mensa dell'altare di San Rocco derivano dall'altare maggiore del Santuario della Madonna dell'Angelo, smembrato in seguito alla traslazione in quella chiesa dell'altare dell'Assunta che si trovava in Duomo, proprio in fondo alla navata sinistra.
Dopo la cappella di San Rocco, sul muro perimetrale si aprono due nicchie, decorate con fregi in pietra risalenti al IX secolo e contenenti le statue del Sacro Cuore di Gesù e della Madonna delle Grazie, entrambe opere del XX secolo. Tra le due nicchie si trova una lapide, compresa tra due patere circolari risalenti al XI-XII secolo raffiguranti un'aquila che attacca una lepre scarnita. La lapide reca lo stemma del vescovo Pietro Carlo che ricorda il rifacimento del palazzo vescovile:
EPVS CAPRVLAR NICOLAI
F.SVI AC POSTERV DECORI
ET COMMODO PROSTRATOS
HOS MVROS A FVNDAMEN
TIS EREXIT KL
OCTOBRI
M CCCC L XXXX»
(Pietro Carlo veneto Vescovo di Caorle a decoro e comodo di Nicola suo fratello e dei posteri questi muri prostrati eresse dalle fondamenta le Calende di Ottobre 1490)
Sopra la nicchia della Madonna delle Grazie è invece posta la lapide di riconsacrazione della cattedrale posta dal vescovo Pietro Martire Rusca nel 1665 (e riportata sopra).
Procedendo verso l'absidicola sinistra, si trova il dipinto su tela raffigurante la scena della Natività di Maria, opera del XVII secolo, secondo Gusso e Gandolfo attribuita al pittore Marin Donato da Palmanova; in esso la Santa Vergine neonata è posta sopra le ginocchia di una levatrice, vestita con abiti rosso e blu, mentre sullo sfondo si stagliano le figure di San Gioacchino, a sinistra, e Sant'Anna.

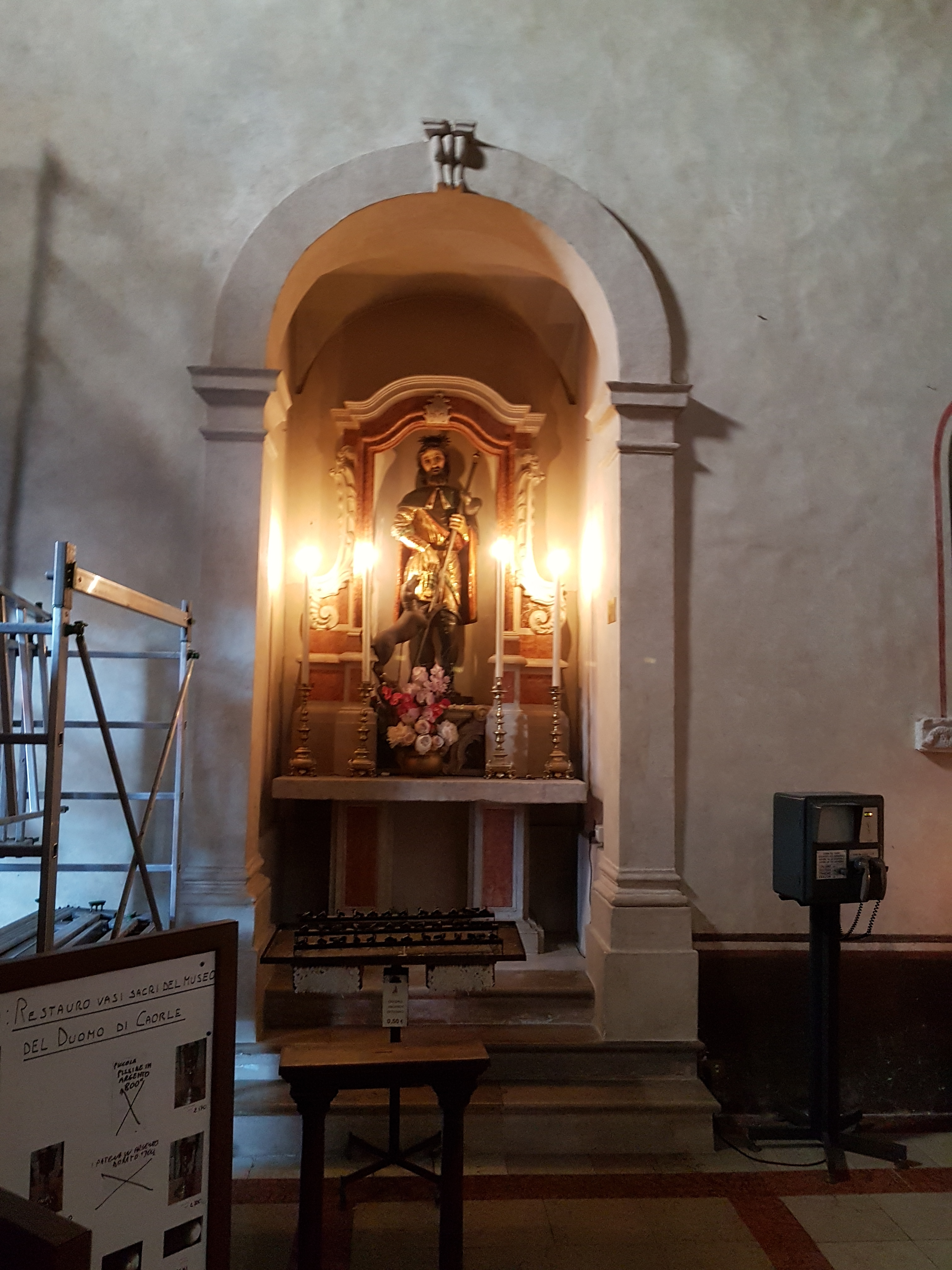
Cappella di San Rocco presso la navata laterale sinistra

Sempre sulla parete della navata sinistra si trovano dei lacerti di un trittico affrescato trecentesco, definito di scuola giottesca, raffigurante Santa Caterina di Alessandria, San Nicola di Myra e San Rocco. Questo particolare affresco si presenta molto rovinato, ed è stato portato alla luce soltanto nel 2010, non essendovi notizia nelle fonti storiche della sua presenza. Secondo le foto più antiche, è possibile che vi fosse stato appoggiato sopra uno dei sette altari laterali sopra citati.
Successivamente sono posti tre quadri di scuola veneta:
- pala della Pentecoste, datata XVII secolo[3][4], facente parte dell'omonimo altare laterale;
- pala di Sant'Antonio da Padova, inglobata nell'omonimo altare laterale, opera del XVII secolo attribuita alla scuola vicentina del Magonza[6];
- pala della Madonna del Carmine, raffigurante la Vergine Santa nell'atto di imporre lo scapolare a San Simone Stock, datata 1793[4].

Sopra la porta laterale che dà verso l'esterno è posta una lapide in lingua latina, che ricorda l'antico privilegio concesso agli arcipreti di Caorle, dopo la soppressione del Capitolo della Cattedrale e la rinuncia da parte dei capi famiglia del diritto di eleggere da soli il proprio parroco; prima il patriarca Angelo Giuseppe Roncalli assicurò all'arciprete il titolo di canonico onorario della Basilica metropolitana di San Marco, in seguito, eletto papa, gli concesse la facoltà di celebrare quattro messe pontificali all'anno; questo diritto vige tuttora. Un'analoga iscrizione, tradotta in italiano, è posta nella sacrestia del Duomo.
In corrispondenza dell'absidicola sinistra sono posti i resti di un antico sepolcro, appartenuto a tale Costantino e datato tra il IX e il X secolo. Quindi si trova il dipinto del Salvataggio di Pietro, che alcuni attribuito alla scuola di Tiziano e datato XVI secolo.
L'absidicola laterale sinistra si presenta finemente decorata da affreschi. Il catino dell'abside conserva un sontuoso affresco, datato XIV secolo, che rappresenta la Vergine col Bambino e ai lati Santo Stefano protomartire (patrono della città) e San Lorenzo. Ai piedi si vedono i membri della confraternita dell'Assunta, che proprio qui avevano il loro altare, prostrati in adorazione. Il tamburo è decorato con degli archi dipinti, sotto ciascuno dei quali sono posti alcuni stemmi; vi si riconoscono lo stemma del vescovo Giovanni Vincenzo de Filippi, sepolto nel presbiterio della navata centrale, il leone di San Marco e lo stemma del papa Sisto V, probabilmente una testimonianza lasciata dal vescovo Girolamo Righetto, nominato alla sede caprulana a Roma proprio da questo papa, che aveva in precedenza diretto l'inquisizione veneziana, quale riconoscimento per le sue doti di scrittore e di cartografo. All'ombra dell'abside si trova il Tabernacolo, in stile moderno, che ricalca la copertina di un antico evangeliario bizantino, recante una croce greca decorata con pietre preziose. Ai lati quattro figure di santi, realizzate in bassorilievo su tavola di bronzo.
Sotto il Tabernacolo si trova l'ara sacrificale romana risalente al I secolo, appartenuta alla famiglia Licovia, come vi si può leggere nell'iscrizione. Si ritiene che questa famiglia risiedesse a Caorle nel periodo in cui questa città era ancora il porto della città di Julia Concordia. Davanti al Tabernacolo è posto, infine, un altare marmoreo moderno, con ai piedi una lapide recante l'elenco dei parroci arcipreti del Duomo dopo la soppressione della diocesi nel 1819.

### Navata destra

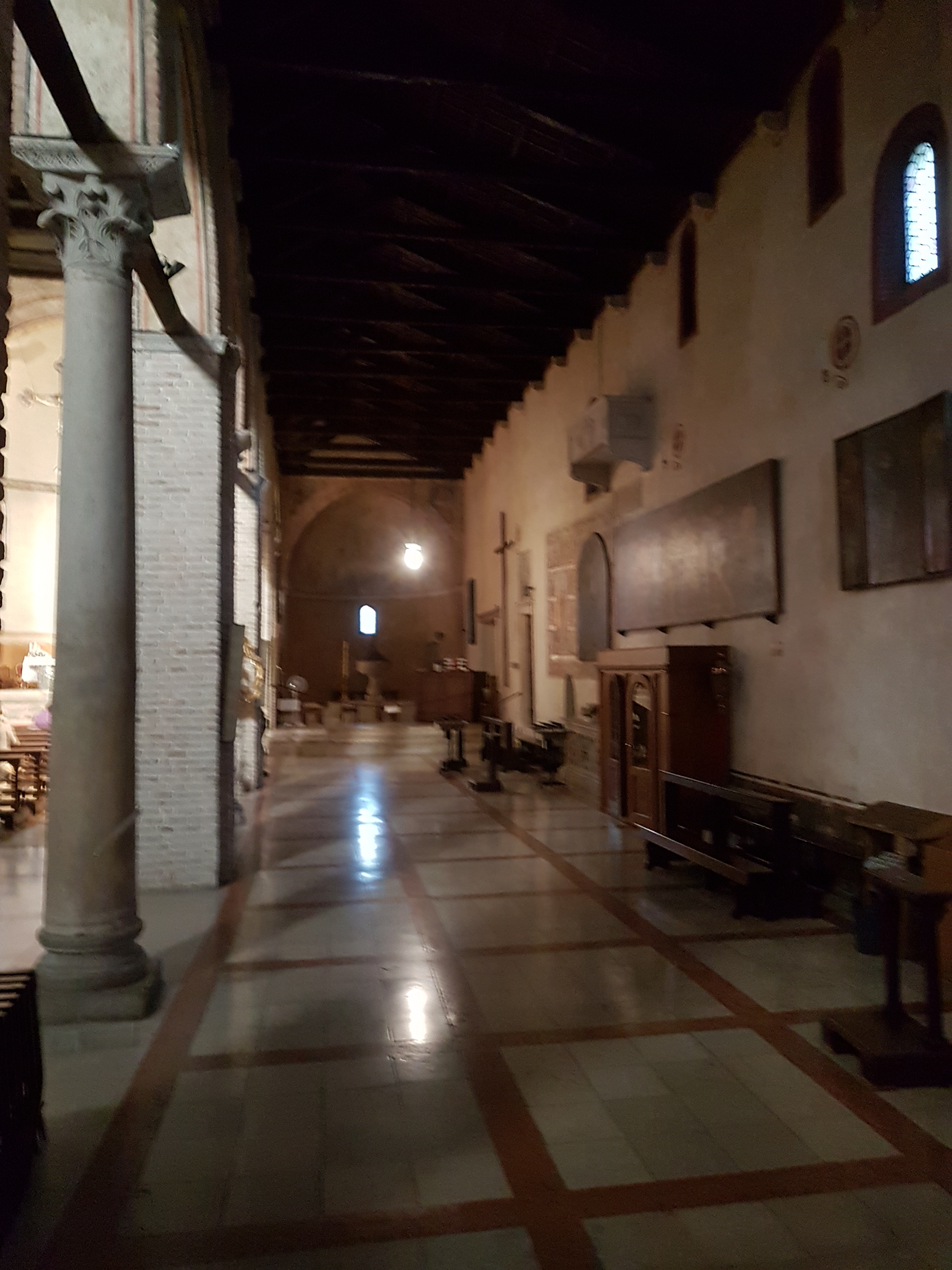
Scorcio della navata destra

Passando infine alla navata laterale destra, vi si incontra innanzitutto, in prossimità della porta d'ingresso, la cappella di Sant'Andrea, così denominata perché custodisce l'omonimo altare, detto anche altare della Misericordia, risalente al XVIII secolo e recante le statue del titolare Sant'Andrea al centro, San Giovanni Battista a sinistra e San Domenico di Guzman a destra. Sul paliotto frontale si scorge l'emblema della Confraternita della Misericordia, cui apparteneva questo altare, raffigurante la Vergine Santa che avvolge col suo manto due confratelli. Sempre all'interno della cappella vi si trova una nicchia, in cui è custodita la statua lignea di Sant'Antonio di Padova opera del veneziano Guido Cadorin. Di fronte è stata affissa una lapide recante l'elenco di alcuni sacrestani del duomo.
Lungo la parete della navata destra si aprono due nicchie, anch'esse decorate con fregi marmorei datati IX-XI secolo, contenenti le statue della Madonna di Lourdes e San Giuseppe. Tra le due nicchie si trova affissa una lapide in memoria di Stefano Boni, canonico della cattedrale all'epoca dei vescovi Francesco Antonio Boscaroli (1674-1679) e Domenico Minio (1684-1698), voluta dal suo confratello canonico Niccolò Bianconi, oggi quasi del tutto illeggibile. Secondo il Bottani essa recita
STEPHANVS BONI EXIMIVS ART DOC E PRIVS VNI
DEINDE IN PATRIA DIV MEDICEM LVCVLENTER EXERCITVS
NDEM SVI COMPOS ANIMAR MEDELAE PROSPICERE MALVIT
ADEO VT INITIATVS SACRIS ET CANONICATV IN HAC CHATEDR
INSIGNITVS MVLTIFORMI DOCTRINA MORIB INTEGRIS SIN-
GVLARI MODESTIA PIET SVMA / ET HAC PRAECIPVE IN GRA-
TIOSO PAVPER PATROCINIO EMINERET TAM DIGNO EX VTERO
FRATRI NICOLAVS BLANCONVS PHIL ET MED DOCT GRATI
ANIMI MVNIA OBEVNDO HOC VERITATIS ET BENEVOLENTIAE AR-
GVMENTVM IN NOVO LAPIDE INCIDI MANDAVIT AN SAL
M DCXCVIIII XIV KAL FEBR»
(A Dio Ottimo Massimo. Stefano Boni esimio dottore nelle arti dapprima a Venezia, poi in patria dedito alla medicina per un lungo tempo, quindi desideroso di dedicarsi alla cura delle anime dei suoi compagni, a tal punto da essere iniziato al sacro e insignito del canonicato in questa cattedrale per la multiforme dottrina, integrità di costumi, singolare modestia, somma pietà (e questo specialmente nel gratuito patrocinio dei poveri) in modo si degno da sovrastare l'amore per un fratello di sangue. Niccolò Bianconi, dottore in filosofia e medicina, con animo grato condividendone il peso diede mandato di incidere in nuova lapide questa verità e argomento di benevolenza. Anno della Salvezza 1699, 14 giorni alle calende di febbraio.)
Sopra la nicchia di San Giuseppe si trova invece affissa la lapide che commemora, in questo stesso posto, l'erezione di un altare dedicato a Sant'Antonio di Padova da parte del vescovo Pietro Martire Rusca, che ammonisce i suoi successori affinché ad esso fossero celebrate delle Messe:
VNAM MISSAM LECTAM QVOTIDIE, ET DVAS CANTATAS
QVOLIBET MENSE AD HOC ALTARE S. ANTONII CELEBRARI
CVRANTO
TENENTVR VT IN ACTIS D. OCTAVII RODVLPHI NOT. VEN.
DIEI XIV MENSIS IAN. MDCLXXI AB INCAR.
FR. PETRVS MARTYR RVSCA EPVS CAPRVLEN.
EREXIT VNIVIT DISPOSVIT»
(Illustrissimi e reverendissimi vescovi caprulensi, abbiate cura che una messa letta quotidiana e due cantate in qualsivoglia mese siano celebrate a questo altare di S. Antonio, ne sono tenuti come dagli atti del signor Ottavio Rodolfo notaio veneziano del giorno 14 mese di gennaio 1671 dall'Incarnazione. Fra' Pietro Martire Rusca vescovo di Caorle eresse, unì, dispose)
Continuando dalla porta d'ingresso all'absidicola, presso il muro della navata destra si trova affisso un trittico su tavola, detto Trittico di San Rocco e datato XVII secolo, raffigurante al centro San Vincenzo Ferrer, a sinistra Santa Margherita di Antiochia e a destra San Rocco (questi ultimi due patroni della città). Adiacente è posta la tela dell'Ultima cena, attribuita a Gregorio Lazzarini, maestro del Tiepolo e donata alla cattedrale dal canonico Stefano Boni, sopra citato. La scena ritrae Cristo riunito con gli Apostoli durante l'Ultima Cena, mentre rivela che uno di loro lo avrebbe tradito. Vi si riconoscono le figure di San Pietro, alla destra di Cristo, e San Giovanni evangelista, alla sinistra, mentre Giuda Iscariota, così come indicato dalla mano del Redentore è l'apostolo posto sulla sinistra della composizione, di spalle rispetto all'osservatore. Una particolarità dell'opera è il servitore (forse il ritratto dello stesso Boni), con le vesti dei colori tradiazionalmente associati a Cristo (ossia il rosso e il blu).
Sopra il dipinto dell'Ultima cena, leggermente decentrato verso sinistra, si trova il sarcofago marmoreo del vescovo Daniele de Rubeis (XVI secolo), con l'annessa lapide posta dal nipote Sebastiano de Rubeis, a lui succeduto sulla cattedra di Caorle:
BVRANO · EPI CAPRVL · HIC REQ-
VIESCVNT OSSA · SEBASTIANVS
NEPOS EPS CAPRVL ·
POSVIT ·»
(Del Reverendissimo Signor Don Daniele De Rubeis da Burano vescovo di Caorle qui riposano le ossa. Sebastiano nipote vescovo di Caorle pose.)

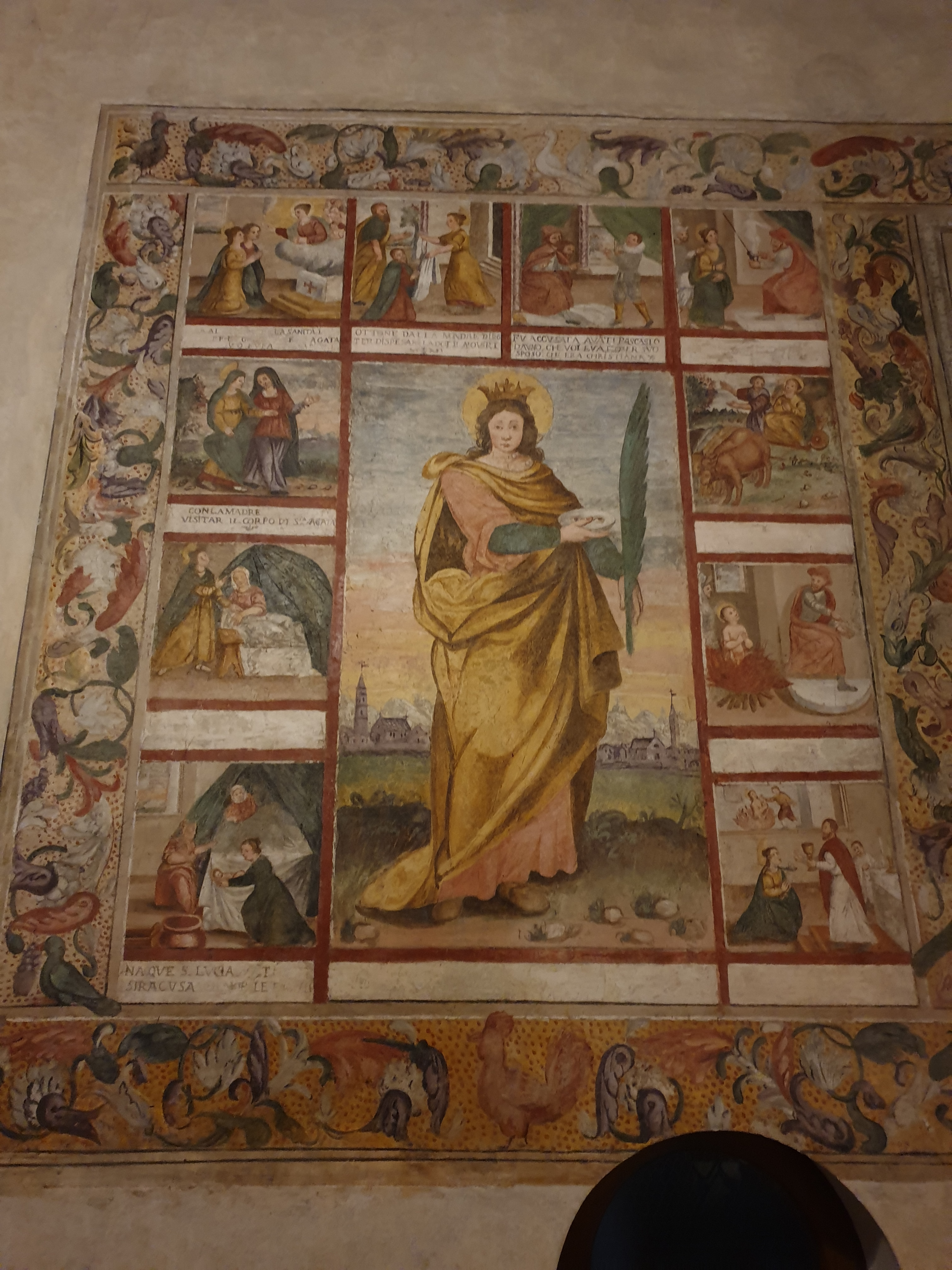
Affresco di Santa Lucia (XIV secolo)

Vicino all'Ultima cena si trova la tela di Santa Rita, opera del 1955 del contemporaneo Marco Novati, accostata, tramite una cornice affrescata con un motivo floreale, all'affresco di Santa Lucia, del XIV secolo. La Santa è rappresentata con i consueti emblemi del martirio, ossia la corona e la palma nella mano sinistra. Nella destra, invece, regge un piatto con due occhi. Sullo sfondo si può osservare la città di Caorle con i due campanili, quello cilindrico del duomo e quello quadrangolare della chiesa dell'Angelo. Tutt'intorno alla figura principale, con 10 riquadri accompagnati da resti di didascalie, si svolge la storia della vita della santa, seguendo la tradizionale agiografia del codice greco di Papadoupolos e gli Atti dei Martiri.
La porta che conduce alla sacrestia è sormontata da un'iscrizione posta dal vescovo Francesco Andrea Grassi (di cui è scolpito lo stemma episcopale) per ricordare l'ampliamento del palazzo vescovile:
PRINCIPIS ET CIVITATIS SVBSIDIO RESTAVRATVM
FRANCISCI GRASSO EPISCOPI CAPRVLARVM
DE SVO REGIMINE OPTIME MERITI
MAIORI AMPLIATVM LARGITIONE
REDDITIB ETIAM MENSAE PERVIGILI AVCTIS SEDVLITATE
Sotto all'arco dell'absidicola destra si trova il fonte battesimale, in marmo, della seconda metà del 1500, eretto sotto il governo del vescovo Girolamo Righettino, come recitano le iscrizioni che circondano la vasca e il basamento:
CIVIVM POPVLORVMQVE PIETATE
SVB R.D. ANT. A TVR PL. ET CL. HIER. BAL. PRÆT.
HOC SACRVM VAS FABRICATVM CONSTRVCTM ERECTVMQ. FVIT
M·D·LXXXVII DIE XXIII MESIS·IANVARII»
(Con la sollecitudine del Reverendo Signor Girolamo Righettino vescovo di Caorle, la pietà della città e dei popoli, sotto il reverendo signor Antonio Da Torre pievano e il chiarissimo podestà Girolamo Balbo, questo sacro vaso fu fabbricato, costruito ed eretto, 1587, il giorno 23 del mese di gennaio)
Intorno alla vasca sono anche posti, scolpiti in pietra, gli stemmi del vescovo Girolamo Righettino, della città di Caorle, della Repubblica di Venezia (recante sotto la sigla P. C. del podestà di Caorle Girolamo Balbo) e del parroco Antonio da Torre. La copertura del Battistero, così come la grande lastra in bronzo lavorata in bassorilievo appesa alla parete, raffigurante il Battesimo di Gesù da parte di San Giovanni Battista, sono opere dello scultore Igino Legnaghi del 1975.

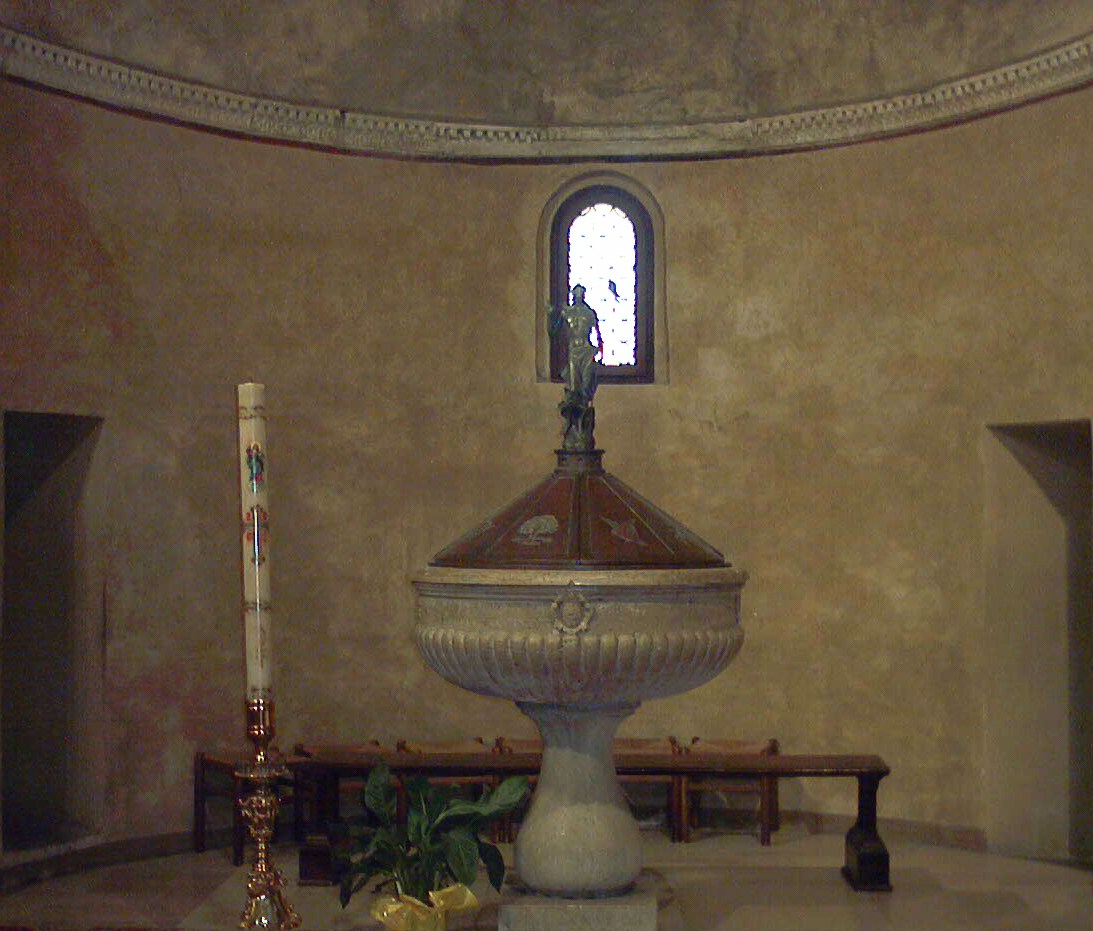
Battistero della cattedrale presso l'absidicola destra

Infine, sulle lunette dell'arco che introduce all'absidicola si scorge la scena dell'Annunciazione, con l'Arcangelo Gabriele a sinistra e la Vergine Annunciata a destra, due affreschi datati XVI secolo.

## Organo a canne
Il Duomo è dotato di organo a canne. In origine questo era posto sopra una cantoria realizzata nella controfacciata della navata centrale, poi rimossa con i restauri effettuati nel 1950. L'organo meccanico fu successivamente posto in corrispondenza del coro dell'altare maggiore. Infine, in seguito alla demolizione dell'altare tridentino e all'edificazione di un altare rispondente ai canoni post-conciliari, il corpo canne fu separato e posto su una struttura realizzata sopra il portone principale d'ingresso, mentre la consolle fu posizionata nel presbiterio della navata laterale destra.
Dai restauri che hanno interessato il Duomo negli anni settanta fino al periodo recente, l'organo passò da una trasmissione di tipo meccanico ad una di tipo elettro-pneumatico: la consolle, alimentata elettricamente, inviava gli impulsi al corpo canne tramite cavi elettrici posati sotto il pavimento. Il costruttore che realizzò la transizione è ignoto. La consolle comprendeva due tastiere di 61 note ciascuna (grand'organo ed espressivo) ed una pedaliera di 30 note.
Nel 2015 l'organo è stato oggetto di un possente lavoro di restauro ad opera della ditta Zanin di Codroipo. Il corpo canne è stato ampliato e la consolle è passata da due a tre tastiere, con l'aggiunta di numerosi registri in derivazione. La trasmissione rimane di tipo elettronico.

## Il Museo parrocchiale

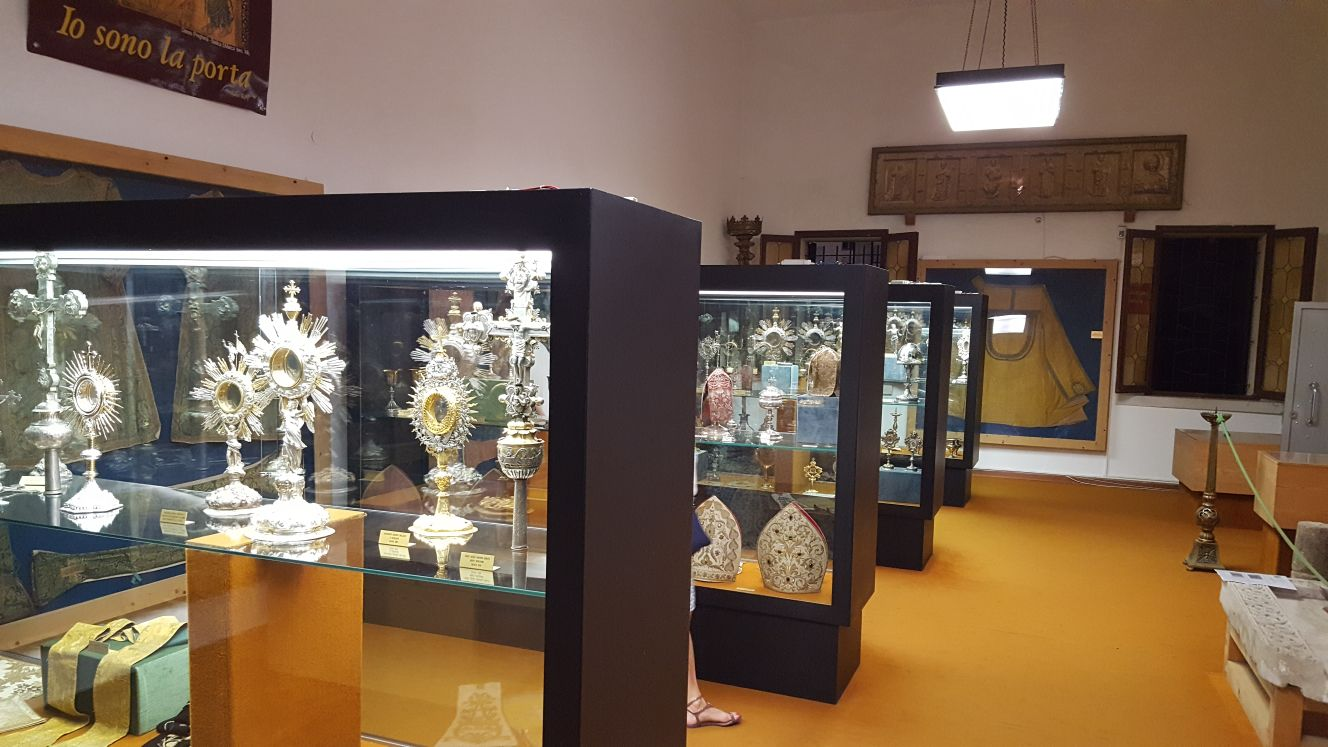
Sala principale del Museo parrocchiale

Nella ex-cappella vescovile si trova ora il museo liturgico, che contiene importanti reliquie e preziosi arredi sacri che hanno fatto la storia della cattedrale; fu inaugurato il 13 settembre 1975 dal cardinale patriarca Albino Luciani, anch'egli, come il predecessore Angelo Giuseppe Roncalli molto legato alla cittadina di Caorle.
Il museo è composto da due stanze; nella prima sono conservate le opere d'arte più importanti. Subito dopo l'entrata si può ammirare la splendida croce capitolare, croce astile di argento realizzata nel 1534, come inciso sul basamento: da un lato è collocato il crocifisso, con Dio Padre sopra, la Maddalena sotto e ai lati sinistro e destro la deesis, ovvero la Vergine e San Giovanni evangelista; dall'altro lato si vede Santo Stefano, patrono della città, e i quattro evangelisti ai quattro estremi.
Sulla parete destra della sala principale sono poste sei tavole raffiguranti sei apostoli, icone risalenti al XIII-XIV secolo ed attribuite ad un artista forse prossimo a Paolo Veneziano, chiamato Maestro di Caorle. Si ritiene che tale artista sia stato attivo non solo in zona, poiché al medesimo Maestro di Caorle sono attribuite due tavole con figure di Santi attualmente conservate nella Pinacoteca Civica di Forlì. Le sei tavole del Museo costituivano (insieme ad altre nove, ora disperse) l'antica iconostasi, che divideva un tempo il presbiterio dal resto della navata centrale.
In quattro teche da esposizione sono raccolte numerose reliquie di santi; le più importanti sono la reliquia del cranio di Santo Stefano, il braccio destro di Santa Margherita di Antiochia e frammenti ossei di San Gilberto di Sempringham, ed una reliquia, capolavoro di oreficeria veneziana del XIV secolo, contenente secondo la tradizione della terra calpestata da Gesù sanguinante durante la salita al calvario (detto dunque del Preziosissimo Sangue). Oltre alle reliquie, sono conservati diversi ostensori in argento ed argento dorato (uno dei quali donato dall'ultimo vescovo Giuseppe Maria Peruzzi nella prima metà dell'Ottocento). Appese a tutte le altre pareti della stanza, delle teche conservano numerosi piviali, pianete, stole e manipoli, alcune recanti stemmi dei vescovi di Caorle, mentre altre teche contengono preziose Carteglorie in argento, e contenenti frammenti di testi liturgici di età barocca.
In fondo ad una seconda sala, in un'apposita teca da esposizione, sono conservati preziosi cimeli appartenenti a papa Giovanni XXIII, quali la veste talare, lo zucchetto, le pantofole e un cero processionale da lui stesso donato a Caorle in occasione di una ricorrenza mariana, insieme a una sua reliquia. Vi sono inoltre alcuni cimeli e vesti sacre appartenuti ai papi Pio XII, Paolo VI, Pio X e Benedetto XIV. Degno di particolare attenzione, infine, è il modellino in scala del duomo, realizzato da un parrocchiano, esposto al centro della sala minore.